# Aeroportul Khujand
Aeroportul Khujand (IATA: LBD, ICAO: UTDL) este un aeroport din Sughd, Tadjikistan ce deservește zona Hudjand. A fost numit după zona deservită.
Situat la o altitudine de 442 m, aeroportul dispune de 1 pistă.

## Infrastructură

### Piste
Aeroportul dispune de o singură pistă. Pista are orientarea 08/26.